# William Baffin
William Baffin (1584 – 23. januar 1622) var en engelsk søfarer og opdagelsesrejsende, der ledede adskillige ekspeditioner i håb om at finde Nordvestpassagen. Vi kender intet til hans tidligste Liv. Den første omtale af ham er fra 1612, da han som pilot (styrmand) deltog i en opdagelsesrejse til Grønland. I 1613-1614 førte han skib på hvalfangst under Spitsbergen. I 1615 undersøgte han under kaptajn Bylot, der fuldstændig fordunkledes af sin styrmand, Hudson-strædet og øerne nord for dette. I 1616 drog han atter ud under Bylot, sejlede gennem Davisstrædet op i Baffinbugten, hvor han trængte så langt mod nord som til 78° n. br.; han opdagede og navngav Smiths Sound, Lancaster Sound og andre arktiske stræder. Denne rejse bragte ham meget langt nordpå til et punkt, der i 236 år var det nordligste, nogen nogensinde havde rejst.
Fra 1617 sejlede han på Ostindien, hvor han faldt under englændernes storm på Ormus i 1622.
Blandt de tidligere søfarere indtager Baffin en høj plads, og han må med rette anses som sin tids lærdeste søfarer, navnlig bliver hans observationer meget roste. Hans observationer af magnetismen førte til udfærdigelsen af det første magnetiske søkort.